# Ray Cooney
Ray Cooney, egentligen Raymond George Alfred Cooney, född 30 maj 1932 i London, är en brittisk skådespelare och dramatiker.
Cooney är en av världens mest spelade komediförfattare. Han började som barnskådespelare 1946 i Song of Norway.
Vid 20 års ålder blev han medlem i ett resande teatersällskap i Wales. 
Tillsammans med sin teaterkollega Tony Hilton skrev han sin första fars One For the Pot 1961, som fortfarande spelas med framgång. Tillsammans med John Chapman skrev han ytterligare fyra pjäser innan han bestämde sig för att skriva på egen hand. Hittills har det blivit 15 farser och samtliga har spelats på Londons West End. 
Ray Cooneys farser har översatts till 20 språk och spelats världen över. De två mest kända  är Kuta och kör och Hotelliggaren.
2012 regisserade Cooney en filmversion av Run for your wife (Kuta och kör) och våren 2014 medverkade han i en uppsättning av ''Two into one (Hotelliggaren) på Menier Chocolate Factory i London. I december 2015 skulle Cooney regissera Cash on Delivery på EL Portal Theatre i Hollywood och spela rollen som farbror George. Cash on Delivery är en fars skriven av Cooneys son, Michael Cooney.

## Ray Cooney-farser (ett urval)
- En man för mycket - även spelad under titel: Maka på din make
- Oj då, en till
- Inte nu, älskling!
- Hotelliggaren
- Kuta och kör
- Det stannar i familjen - även spelad under titel: Panik på kliniken
- Fångad på nätet
- Var är Zlatan? - även spelad under titel: Trassel